# Equitable Building
Equitable Building je novoklasicistní výšková budova nacházející se na 120 Broadway, mezi ulicemi Cedar Street a Pine Street na dolním Manhattan v New York City. V době svého dokončení roce 1915 byla největší kancelářskou budovou světa. Budova se nacházející se na 4000 m2 má plochu podlaží 110000 m2. Jako sídlo pro tehdy největší pojišťovnu Equitable Life Insurance Company ji navrh architekt Ernest R. Graham, a to na místě kde stálo předchozí sídlo Equitable Life Building, které bylo v roce 1912 zničeno požárem a následným hašením. Původní budova Equitable Life Building bylo několikrát přestavěna a byla prvním mrakodrapem v New Yorku a také první kancelářskou budovou opatřenou výtahem (značky Otis).
Budova je velice mohutná a zabírá kompletně celou parcelu, na které stojí. Stavba byla takto projektována, proto aby co nejvíce využila dostupný prostor. Toto řešení mělo, ale negativní dopad na úroveň osvětlení přilehlých ulic. V důsledku toho byly ve městě New York přijaty zónové regulace pro výškové budovy, které zabránily tomu aby ve městě vznikly další podobně mohutné budovy.
Equitable Building byla v roce 1978 prohlášena Národní historickou památkou a památkou New York City v roce 1996. V osmdesátých letech proběhla rekonstrukce budovy. 